# Vagos e Santo António
Vagos e Santo António (llamada oficialmente União das Freguesias de Vagos e Santo António) es una freguesia portuguesa del municipio de Vagos, distrito de Aveiro.

## Historia
Fue creada el 28 de enero de 2013 en aplicación de una resolución de la Asamblea de la República de Portugal promulgada el 16 de enero de 2013 con la unión de las freguesias de Santo António de Vagos y Vagos, pasando su sede a estar situada en la antigua freguesia de Vagos.

## Demografía
| Gráfica de evolución demográfica de Vagos e Santo António entre 2011 y 2021 |
|                                                                             |
| Datos según el nomenclátor publicado por el INE portugués.                  |